# L'Exprés de Mitjanit
L'Exprés de Mitjanit (títol original en anglès: Midnight Express) és una pel·lícula britanicoestatunidenca dirigida per Alan Parker, estrenada el 1978. Explica la història de William Hayes, detingut i empresonat a Turquia el 1970. Hayes va participar com a consultor en la realització.

## Argument
William Hayes, jove turista americà, és de vacances amb la seva amiga Susan, a Turquia. Esperant guanyar uns diners, intenta tornar als Estats Units amb dos quilograms d'haixix repartits pel seu cos i amagats sota la seva roba. Quan està a punt de pujar a l'avió, és sotmès, com els altres passatgers, a un escorcoll de seguretat per policies que troben la droga. Comença llavors per a «Billy» un malson que el porta a la presó de Sağmalcılar, a Istanbul. De procés en procés, es troba condemnat a trenta anys de presó.

El  Midnight Express  (l'«Exprés de mitjanit») és el terme utilitzat pels presoners turcs per designar l'evasió. 
| « | Però l'«Exprés de mitjanit» no para a Sağmalcılar. | » |

## Anàlisi

### Diferències entre la pel·lícula i el llibre
Hi ha diferències importants entre les versions literàries i cinematogràfiques de L'Exprés de Mitjanit 
- A la pel·lícula, William Hayes és a Turquia amb la seva amiga, mentre que en realitat hi havia anat sol. La pel·lícula utilitza la història d'amor per donar un sentit més emotiu.
- Les escenes de violacions han estat igualment afegides. William Hayes mai no ha mencionat haver estat violat pels seus guàrdies turcs o haver sofert violència sexual. Reconeix haver participat de manera consentida en relacions homosexuals, cosa que apareix breument a la pel·lícula.
- Al llibre, William Hayes no mossega la llengua d'un company presoner.
- El final de les versions literàries i cinematogràfiques de L'Exprés de Mitjanit  són diferents: al llibre, Hayes és transferit a una altra presó d'on aconsegueix fugir pel mar; a la pel·lícula aquest passatge ha estat reemplaçat per una escena violenta durant la qual mata involuntàriament el guardià en cap.

### El rodatge
Encara que la pel·lícula es desenvolupa principalment a Turquia, està rodada completament a Malta (l'escenari de la presó és el Fort de Sant Elm), després del rebuig d'Istanbul d'acollir el rodatge. La majoria dels actors són, així doncs, maltesos, així com alguns d'italians, americans, grecs i armenis que fan el paper de turcs.
A la pel·lícula hi sovintegen alguns anacronismes i exageracions. Per exemple alguns turcs hi porten el fes, tot i que ja no és portat a Turquia des de l'abolició dels barrets simbòlics otomans el 1923 per part de la República Turca.

## Reaccions i conseqüències
El 18 de maig de 1978, L'Exprés de Mitjanit  és presentat a una audiència de periodistes del món sencer, en ocasió del Festival de Canes. Quaranta-tres dies més tard, els Estats Units i la Turquia entraven en importants negociacions sobre l'intercanvi de presoners
El desembre del 2004, en una visita a Turquia, Oliver Stone va presentar excuses públiques per haver «sobredramatitzat» l'escenificació que tenia escrita.

## Repartiment
- Brad Davis: Billy Hayes
- Irene Miracle: Susan
- Bo Hopkins: Tex
- Paolo Bonacelli: Rifki
- Paul L. Smith: Hamidou
- Randy Quaid: Jimmy Booth
- Norbert Weisser: Erich
- John Hurt: Max
- Mike Kellin: Mr. Hayes
- Franco Diogene: Yesil

## Premis
1979
- Oscar a la millor banda sonora per Giorgio Moroder
- Oscar al millor guió original per Oliver Stone

- BAFTA a la millor direcció per Alan Parker
- BAFTA al millor muntatge per Gerry Hambling
- BAFTA al millor actor secundari per John Hurt
- Globus d'Or a la millor pel·lícula dramàtica
- Globus d'Or a la millor actriu dramàtica per Irene Miracle
- Globus d'Or al millor actor dramàtic per Brad Davis
- Globus d'Or al millor actor secundari per John Hurt
- Globus d'Or a la millor banda sonora original per Giorgio Moroder
- Globus d'Or al millor guió per Oliver Stone